# Robert Saleh
Robert Saleh (31 de janeiro de 1979) é um técnico de futebol americano que atualmente trabalha como coordenador defensivoo do San Francisco 49ers da National Football League (NFL). Anteriormente, chegou a serviu como treinador principal do New York Jets de 2021 a 2024. Ele começou sua carreira como assistente de defesa na equipe de futebol americano da Universidade Estadual de Michigan (o Michigan State Spartans). Seu primeiro trabalho na principal liga de futebol americano profissional, a NFL, foi no Houston Texans, onde atuou como treinador adjunto de defesa. Antes de assumir o comando do New York Jets em 2020, foi coordenador defensivo no San Francisco 49ers entre 2017 e 2020. Saleh é o primeiro treinador muçulmano a assumir o comando técnico de alguma franquia da NFL.
Foi demitido dos Jets em 2024 após péssimos resultados comandando a equipe. Em seguida, voltou para os 49ers para reocupar o cargo de coordenador defensivo da equipe.